# Легердорф
Легердорф (нем. Lägerdorf) — община в Германии, в земле Шлезвиг-Гольштейн. 
Входит в состав района Штайнбург. Подчиняется управлению Брайтенбург.  Население составляет 2544 человека (на 31 декабря 2010 года). Занимает площадь 5,96 км².